# Magyarhomorog
Magyarhomorog è un comune dell'Ungheria di 930 abitanti (dati 2001). È situato nella contea di Hajdú-Bihar.